# 1833
| 1833                        |
| --------------------------- |
| Dødsfald - Fødsler          |
| • Begivenheder • Litteratur |

| Gregoriansk kalender | 1833 MDCCCXXXIII        |
| Ab urbe condita      | 2586                    |
| Armensk kalender     | 1282 ԹՎ ՌՄՁԲ            |
| Kinesiske kalender   | 4529 – 4530 壬辰 – 癸巳 |
| Etiopisk kalender    | 1825 – 1826             |
| Jødisk kalender      | 5593 – 5594             |
| Hindukalendere       |                         |
| - Vikram Samvat      | 1888 – 1889             |
| - Shaka Samvat       | 1755 – 1756             |
| - Kali Yuga          | 4934 – 4935             |
| Iransk kalender      | 1211 – 1212             |
| Islamisk kalender    | 1249 – 1250             |

Konge i Danmark: Frederik 6. 1808-1839
Se også 1833 (tal)

## Begivenheder

### Januar
- 3. januar - Storbritannien overtager kontrollen af Falklandsøerne i Sydatlanten

### April
- 2. april – Med loven "The Slavery Abolition Act" afskaffes slaveriet i alle britiske besiddelser (undtagen Indien, Ceylon og Sankt Helena). Samtidig forbydes det at lade børn arbejde mere end 8 timer dagligt.
- 4. april – Blaagaard Theater brænder ned

### August
- 28. august – det britiske parlament ophæver slaveriet i alle britiske besiddelser

### November
- 12.-13. november – meteorsværmen Leoniderne sås særlig stærkt

### Udateret
- Monopolet på handel fra Vestindien ophæves.

## Født
- 7. maj – Johannes Brahms, tysk komponist og pianist (død 1897)
- 21. oktober – Alfred Nobel, svensk opfinder (dynamit) og stifter af Nobelprisen (død 1896)
- 6. november – Jonas Lie, norsk forfatter (død 1908)
- 3. december – Carlos Finlay, cubansk læge of videnskabsmand (død 1915).

## Dødsfald
- 13. maj – Bone Falch Rønne, præst og stifter af Det Danske Missionsselskab (født 1764)
- 11. september – Anders Gamborg, dansk filosof (født 1753)
- 29. september – Ferdinand 7., spansk konge (født 1784)